# ARF3
ARF3 (англ. ADP ribosylation factor 3) – білок, який кодується однойменним геном, розташованим у людей на короткому плечі 12-ї хромосоми.  Довжина поліпептидного ланцюга білка становить 181 амінокислот, а молекулярна маса — 20 601.
| 10         |  | 20         |  | 30         |  | 40         |  | 50         |
| ---------- |  | ---------- |  | ---------- |  | ---------- |  | ---------- |
| MGNIFGNLLK |  | SLIGKKEMRI |  | LMVGLDAAGK |  | TTILYKLKLG |  | EIVTTIPTIG |
| FNVETVEYKN |  | ISFTVWDVGG |  | QDKIRPLWRH |  | YFQNTQGLIF |  | VVDSNDRERV |
| NEAREELMRM |  | LAEDELRDAV |  | LLVFANKQDL |  | PNAMNAAEIT |  | DKLGLHSLRH |
| RNWYIQATCA |  | TSGDGLYEGL |  | DWLANQLKNK |  | K          |  |            |

A: Аланін

C: Цистеїн

D: Аспарагінова кислота

E: Глутамінова кислота

F: Фенілаланін

G: Гліцин

H: Гістидин

I: Ізолейцин

K: Лізин

L: Лейцин

M: Метіонін

N: Аспарагін

P: Пролін

Q: Глутамін

R: Аргінін

S: Серин

T: Треонін

V: Валін

W: Триптофан

Задіяний у таких біологічних процесах як транспорт, транспорт білків, транспорт між ендоплазматичним ретикулумом і апаратом Гольджі. 
Білок має сайт для зв'язування з нуклеотидами, ГТФ. 
Локалізований у цитоплазмі, апараті Гольджі.